# Brooklet (Géorgie)
Pour les articles homonymes, voir Brooklet.
Brooklet est une ville américaine située dans le comté de Bulloch, en Géorgie. Selon le recensement de 2020, sa population est de 1 704 habitants.